# Johann Wilhelm von Gertzen gen. von Sintzig
Johann Wilhelm von Gertzen gen. von Sintzig (* nach 1589; † 1. Mai 1664 in Paderborn) war Dompropst in Paderborn und Domherr in Münster und Minden.

## Leben
Johann Wilhelm von Gertzen war der Sohn des Amtmanns zu Münstereifel Johann Otto von Gertzen und dessen Gemahlin Maria Kolff. Sein Bruder Johann Salentin war Domdechant zu Magdeburg.
Er kam am 11. Dezember 1625 in den Besitz der Dompräbende des Domherrn Dietrich von der Recke. Am 3. September 1636 wurde er zum Domkantor in Paderborn ernannt. Die Wahl zum Dompropst in Paderborn fiel auf den 15. November 1651 und im Jahr darauf optierte er das Archidiakonat Stadtlohn. Am 21. April 1664 setzte er seinen Neffen Johann Heinrich als Universalerben ein.

## Sonstiges

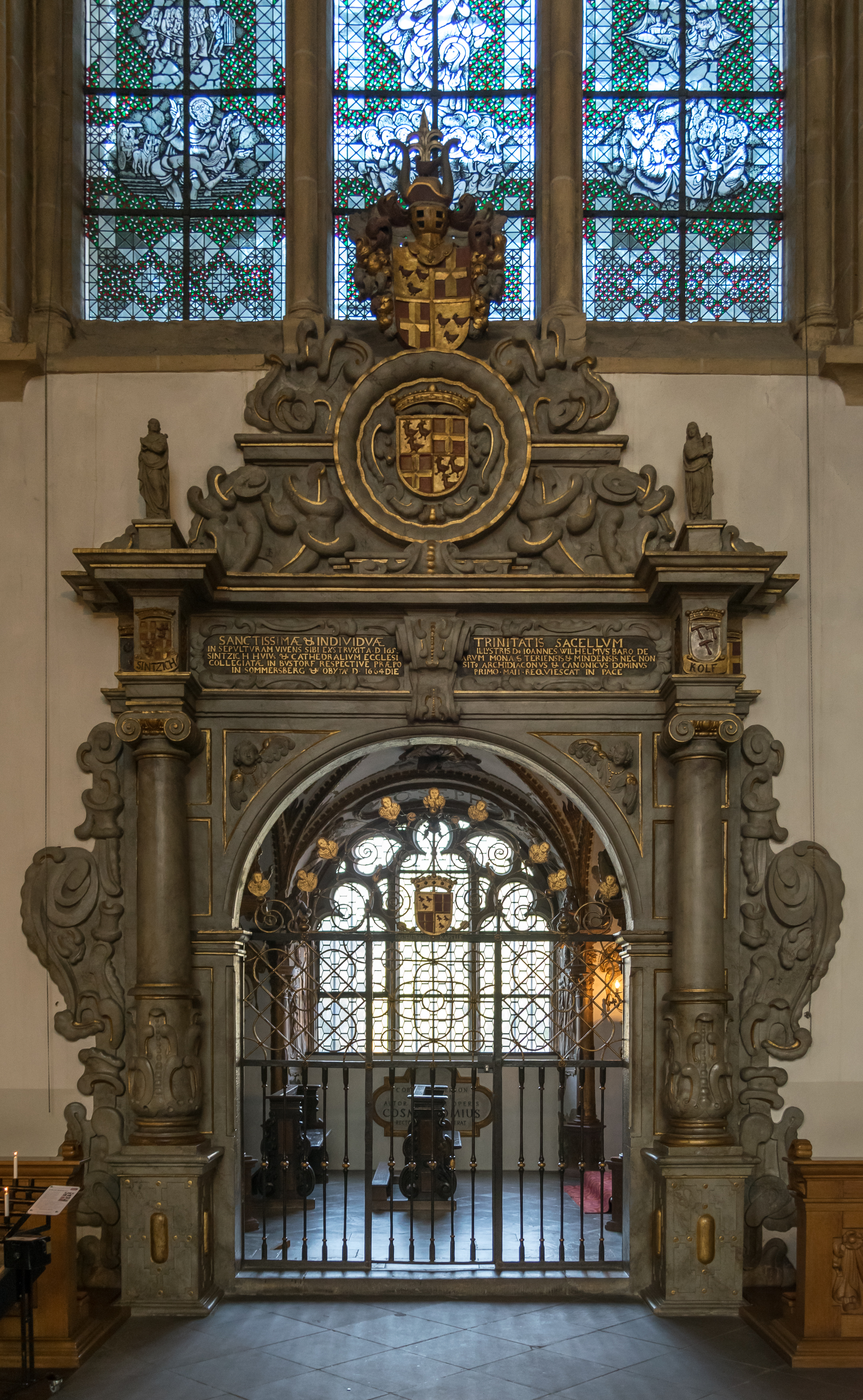
Portal der Dreifaltigkeitskapelle im Paderborner Dom

Johann Wilhelm stiftete nach Abschluss des Westfälischen Friedens die Statue des hl. Liborius für den Dom zu Münster. Sie befindet sich dort im Johanneschor, gegenüber der astronomischen Uhr. Seitdem wird jedem verstorbenen Diözesanbischof der Stab der Liborius-Figur mit in das Grab gelegt. Sein Nachfolger lässt einen neuen Stab anfertigen. Es handelt sich dabei um eine exakte Nachbildung nach dem historischen Vorbild, gefertigt aus Lindenholz, auf dem mehrere Kreideschichten aufgetragen werden und schließlich Blattgold und Ölfarbe aufgebracht wird.
Um 1653 ließ er die Dreifaltigkeitskapelle im Paderborner Dom im Barockstil umgestalten.